# Jorge Ángel Livraga Rizzi
Jorge Ángel Livraga Rizzi (Buenos Aires, 3 de setembro de 1930 – Madri, 7 de outubro de 1991) foi um escritor, poeta, ensaísta, educador e filósofo argentino naturalizado italiano, mais conhecido como fundador e diretor da Nova Acrópole (Organização Internacional Nova Acrópole, hoje presente em mais de meia centena de países), uma organização cultural internacional de educação filosófica.

## Biografia
Em Buenos Aires, estudou Medicina, História da Arte e Filosofia na Universidade daquela cidade. 
Suas obras foram traduzidas para várias línguas, alguns dos suas principais obras incluem os romances  O Alquimista e Ankor, o último príncipe de Atlântida, bem como Os espíritos da natureza e Tebas, dois estudos sobre esoterismo.
O professor Jorge Ángel Livraga Rizzi nasceu em Buenos Aires em 1930 numa família de origem italiana, nacionalidade que obteve em 1975.
Cursou estudos de Medicina especializando-se em Medicina da Antiga Índia, através da Secção da Sociedade Teosófica, de Adyar (Índia).
Licenciou-se também em História da Arte e Filosofia na Universidade de Buenos Aires.
Paralelamente, recebeu instrução dos Professores Jinarajadasa e Sri Ram, ambos presidentes da Sociedade Teosófica Mundial.
Em 1957 fundou a Escola de Filosofia “à maneira clássica” o que posteriormente se constitui como Organização Internacional Nova Acrópole.
A partir desse momento dedicou-se a impulsionar esta “aventura espiritual”, com um intenso trabalho docente e de investigação, implementando sedes na Europa e América, numa primeira fase, e a partir de 1977 na Europa Oriental, Asia, África e Oceânia.

## Obras publicadas
- “Ankor, o Discípulo”, romance que evoca a época anterior ao afundamento de Poseidónis, o último vestígio atlante, segundo Platão.[4]
- “O Alquimista”, romance histórico na procura da personagem de Giordano Bruno.[5]
- “O Teatro Mistérico: a Tragédia”, ensaio sobre as raízes mistéricas e místicas do teatro na Grécia Clássica e a sua função catártica.
- “Os Espíritos Elementais da Natureza”, síntese de conhecimentos tradicionais sobre o mundo invisível.
- “Tebas”, ensaio histórico e filosófico sobre o antigo Egipto.
- “Magia, Religião e Ciência para o Terceiro Milénio”, 6 Volumes. Através de uma grande variedade de temas o Professor Livraga reflete e propõe soluções de Filosofia prática.